# Slim Thug

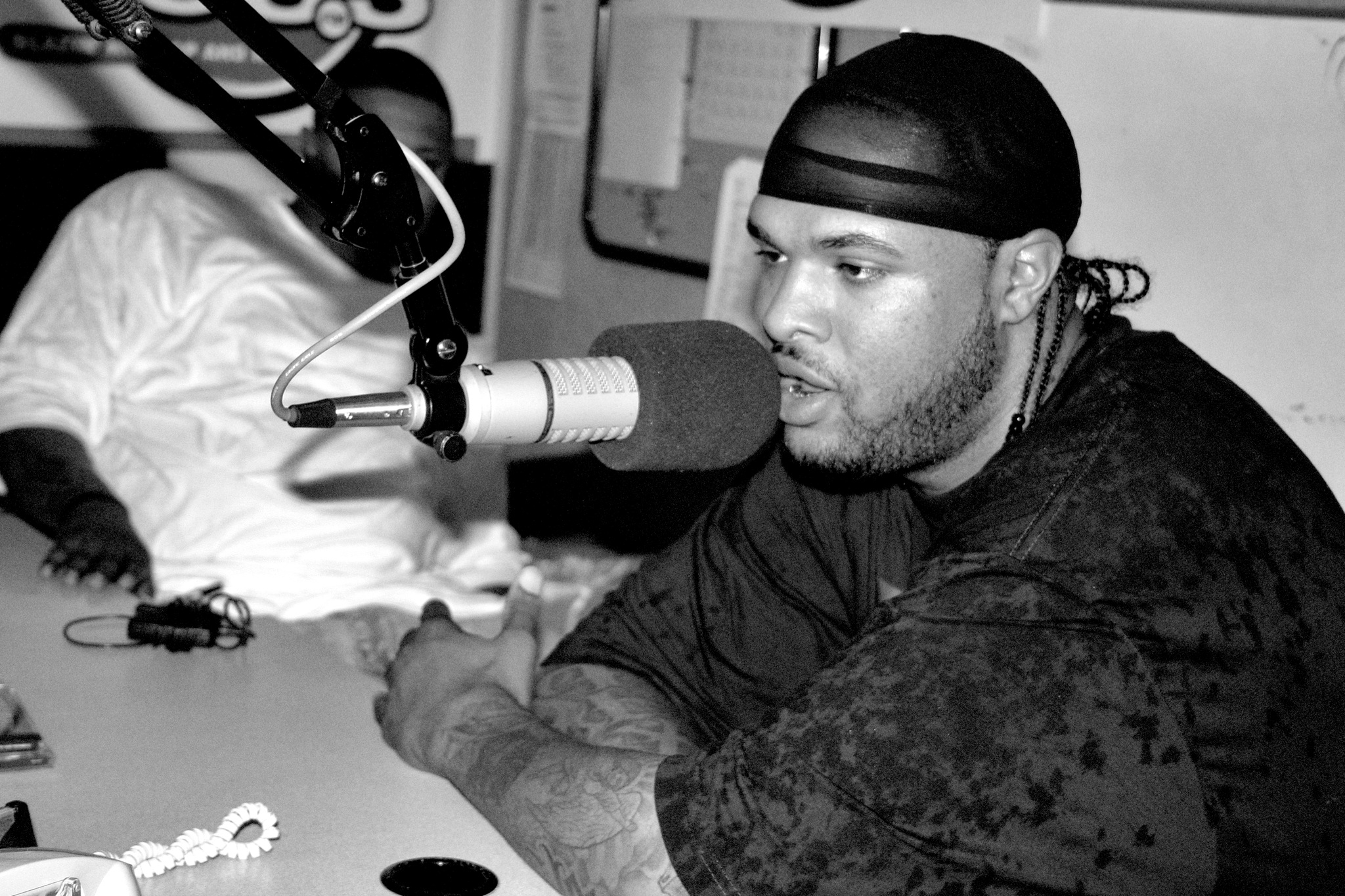
Slim Thug im Juli 2005

Slim Thug (* 8. September 1980 in Houston, Texas; eigentlich Stayve Jerome Thomas) ist ein US-amerikanischer Rapper aus Houston, Texas. Er wurde durch seine Teilnahme an der Hitsingle „Still Tippin“ von Mike Jones bekannt.

## Werdegang
Slim Thug begann seine Karriere in den späten 1990ern mit dem Label Swishahouse. Obwohl er häufig mit Rappern des Labels Swishahouse zusammenarbeitet, ist Slim Thug selbst heute kein Mitglied mehr des Labels. Er steht bei Geffen Records über das „Neptunes“ Label Star Trak Entertainment unter Vertrag. Er hat auch schon sein eigenes Independent-Label Boss Hogg Outlawz.
Sein Debütalbum „Already Platinum“ erschien am 12. Juli 2005. Darauf enthalten sind die Singles „Like a Boss“, „Three Kings“, „I Ain’t Heard of That“ und „Incredible Feeling“. Sein Album kam bis auf Platz 2 bei den U.S. Billboard 200 Album Charts. Slim Thug nennt sich selbst den „Big Boss of the South“ (Der große Boss des Südens der USA) und den „Big Boss of the North“ (Der große Boss des Nordens von Houston, Texas – die Gegend, in der er aufwuchs).
In dem Jahr 2005 hatte er Features bei den Singles „Luxurious“ von Gwen Stefani, bei „Check on It“ von Beyonce und bei „All Eyes on Me“ von LeToya Luckett. Er arbeitete auch schon mit Rappern wie 50 Cent, Jay-Z und Scarface zusammen. Jay-Z hatte ein Feature bei seiner Single „I Ain't Heard of That Remix“.
Er bekam eine Auszeichnung bei den MTV Video Music Awards 2006 für das beste R'n'B-Video mit Beyoncés für „Check on It“.

## Diskografie

### Alben
| Erscheinungsdatum | Titel                                                                | Singles                                                                           |
| ----------------- | -------------------------------------------------------------------- | --------------------------------------------------------------------------------- |
| 19. Februar 2002  | Boss Hogg Outlaws (mit ESG)                                          | Get Ya Hands Up                                                                   |
| 7. August 2003    | The Big Unit (mit Lil Keke)                                          |                                                                                   |
| 20. April 2004    | We Make the Rules in the Streets (mit Boyz N Blue)                   | Dope Man                                                                          |
| 12. Juli 2005     | Already Platinum                                                     | Like a Boss, 3 Kingz, I Ain't Heard of That, Incredible Feelin', Diamonds (Remix) |
| 27. Februar 2007  | Serve & Collect (mit Boss Hogg Outlawz)                              | Recognize a Playa, Ride on 4's, Wood Grain Wheel                                  |
| 2. September 2008 | Back By Blockular Demand: Serve & Collect II (mit Boss Hogg Outlawz) | Keep It Playa                                                                     |
| 24. März 2009     | Boss of All Bosses                                                   | I Run                                                                             |
| November 2010     | Tha Thug Show                                                        | Gangsta, So High                                                                  |
| 2010              | Welcome 2 Texas The Mixtape                                          |                                                                                   |
| 2011              | Houston                                                              |                                                                                   |
| 19. November 2013 | Boss Life                                                            |                                                                                   |
| 2014              | Thug Thursday Vol 2                                                  |                                                                                   |
| 3. Februar 2015   | Hogg Life The Beginning                                              |                                                                                   |
| 2015              | Hogg Life Vol. 2: Still Surviving                                    |                                                                                   |
| 2015              | Hogg Life Vol. 3: Hu$tler of the Year                                |                                                                                   |
| 2016              | Hogg Life, Vol. 4: American King                                     | Peaceful, King, IDKY                                                              |
| 2017              | The World Is Yours                                                   | No Love, Ringin'                                                                  |
| 2019              | Suga Daddy Slim: On tha Prowl                                        |                                                                                   |
| 2020              | Thug Life                                                            |                                                                                   |

### Singles
| Jahr | Titel                 | Gastauftritt(e)                           | Produzent    |
| ---- | --------------------- | ----------------------------------------- | ------------ |
| 2004 | Like a Boss           |                                           | The Neptunes |
| 2005 | 3 Kings               | T.I. & Bun B                              | Mr. Lee      |
| 2005 | I Ain't Heard of That | Bun B, Pharrell                           | The Neptunes |
| 2006 | Incredible Feelin'    | Jazze Pha                                 | Jazze Pha    |
| 2006 | Diamonds (Remix)      | Young Jeezy, Killa Kyleon und Slick Pulla | Mannie Fresh |
| 2007 | Wood Grain Wheel      |                                           | Mr. Lee      |
| 2007 | Theme Song            |                                           | DJ Toomp     |
| 2007 | Recognize a Playa     | Chris Ward, PJ, Sir Daily                 | Mr. Lee      |
| 2008 | Keep It Playa         | PJ, Killa Kyleon, Chris Ward, Ray J       | Mr. Lee      |
| 2008 | Bitch I'm Back        | Devin the Dude                            | Dr. Dre      |
| 2008 | I Run                 |                                           | Jim Jonsin   |
| 2010 | So High               | B.o.B.                                    |              |
| 2010 | Gangsta               | Z-Ro                                      |              |
| 2016 | Ringin'               | Cam Wallace                               |              |
| 2016 | IDKY                  | X.O.                                      |              |
| 2016 | King                  |                                           |              |
| 2016 | Peaceful              | Donnie Houston                            |              |
| 2017 | No Love               | Z-Ro, J-Dawg                              |              |
| 2017 | Addicted              | Kirko Bangz                               |              |

### Gastbeiträge / Sonstige
- 2007: Take tha Hood Back auf Underground Kingz von UGK